# 松田靖子
松田 靖子（まつだ やすこ、1937年4月24日 - 2021年8月24日）は、日本の陸上競技選手。1960年ローマオリンピック女子砲丸投げ競技に日本人女子として初めて出場した。

## 略歴
岩手県陸前高田市出身。岩手県立高田高等学校時代、インターハイで優勝し、中央大学4年時に13m92の当時日本新記録を樹立。大昭和製紙陸上部に所属した1960年6月15日に旧国立競技場で行われたローマオリンピック代表選考会で、オリンピック参加基準14m60を越える14m75を打ち出し、日本人女子、そして岩手県出身者として初めて砲丸投げ代表選手となった。
オリンピックでは13m51と振るわず予選落ちとなったが、その年の日本陸上競技選手権大会で優勝するなど活躍した。
1962年アジア競技大会（インドネシア・ジャカルタ）に出場し、砲丸投で銀メダルを獲得した。
引退後は美容師となっていた。2021年8月24日、病気のため東京都内の病院で死去。84歳没。